# Старов, Владимир Георгиевич
Влади́мир Гео́ргиевич Старо́в (19 января 1925, Смоленск — 29 августа 2013, Санкт-Петербург) — советский и российский художник. Заслуженный деятель искусств Российской Федерации (1993), Народный художник Российской Федерации (2002), профессор Института живописи, скульптуры и архитектуры имени И. Е. Репина. Участник Великой Отечественной войны.

## Биография
Родился в 1925 году в Смоленске. Был одарённым ребёнком. Начал рисовать в раннем возрасте. Когда Володя Старов учился в первом классе, их школу посетил нарком просвещения Андрей Сергеевич Бубнов, который обратил внимание на рисунки мальчика. Рисунки забрали в Москву в Центральный дом художника, а в 1934 году они приняли участие в 1-й Международной выставке детского рисунка. Выставка побывала в Москве, Лондоне, Париже и Оксфорде.
После выставки в 1935 году И. И. Бродский и А. С. Бубнов ходатайствовали о предоставлении родителям Володи квартиры в Ленинграде, чтобы мальчик мог учиться в Школе юных дарований при Всероссийской Академии художеств (в настоящее время Санкт-Петербургский государственный академический художественный лицей им. Б. В. Иогансона Российской академии художеств).
С первых дней Великой Отечественной войны восьмиклассник Володя Старов работал по ночам санитаром-добровольцем в военном госпитале ЭГ № 2015 по улице Восстания, дом № 8, за что получил свою первую награду — медаль «За оборону Ленинграда». 15 февраля 1942 года вместе с матерью был эвакуирован по Дороге жизни из блокадного города.
В январе 1943 года, досрочно окончив 9 класс, ушёл на фронт. Служил артиллерийским разведчиком в 22 артиллерийской дивизии прорыва в составе 1-го Белорусского фронта. Был командиром отделения разведки 2-го дивизиона 59-й Пушечной Артиллерийской бригады. Награждён медалью «За боевые заслуги» «…за то, что он в боях у деревни Кобыльщина 2.02.1944 г., несмотря на сильный артиллерийско-миномётный огонь противника, находился в боевых порядках нашей пехоты, вёл разведку за боевыми точками противника, точно указав командиру дивизиона месторасположения одной миномётной батареи, одной установки РС и одного самоходного орудия типа „Фердинанд“, которые были успешно подавлены огнём дивизиона» (запись в наградном листе). 21 февраля 1944 года под деревней Михайловкой Быховского района в Белоруссии получил осколочные ранения. Войну закончил в городе Цербст (провинция Анхальт-Цербст) юго-западнее Берлина. После окончания войны продолжил служить в группе советских оккупационных войск в Германии до 1949 года.
В 1953 году поступил на графический факультет Института живописи, скульптуры и архитектуры имени И. Е. Репина. Успешно учился. Получал «Сталинскую стипендию». В 1959 году с отличием окончил институт с присвоением квалификации художника-графика. Дипломная работа — серия цветных линогравюр «1941—1945 годы». С 1960 по 2009 год преподавал на графическом факультете Института живописи, скульптуры и архитектуры имени И. Е. Репина.

## Творчество
Талант художника В. Г. Старова отличался разносторонностью: акварелист, рисовальщик, иллюстратор художественной литературы, гравёр. Работал в технике гравюры на линолеуме, в том числе цветной. Автор серий эстампов: «Адмиралтейцы» (1964), «Моряки Балтики» (1965), «Народники» (1969), «Парижская коммуна» (1970—1971), «Сельская жизнь» (1973—1975), «Декабристы» (1975), «Век XIX — век XX» (1966—1994), «Мир планете Земля» (1983—1984), «Русь моя бедная» (1989—2003), вариации на темы произведений В. Шекспира в цикле «Двое» (2001—2002) и др.

«Хорошо, когда значение и звучание слов соответствуют истине. В этом смысле и фраза Владимир Георгиевич Старов — народный художник России — абсолютно верна, что подтверждают голоса коллег, учеников и зрителей. Она неопровержима и подкрепляется всей творческой жизнью мастера графики, профессора Академии художеств, подвижника культуры города на Неве и настоящего патриота»
—  Громов Николай Николаевич, кандидат искусствоведения, профессор  
.

## Звания
- Учёное звание доцента (1972)
- Учёное звание профессора (1992).
- Заслуженный деятель искусств  Российской Федерации (1993)[7].
- Народный художник Российской  Федерации (2002)[8]

## Награды
Награждён орденом «Отечественной войны» I степени,
«Орденом Красной Звезды», медалями «За оборону Ленинграда», «За победу над Германией», «За отвагу», «За боевые заслуги», «За взятие Берлина», «За освобождение Варшавы» и другими.